# Gourmanchéma jezik
Gourmanchéma jezik (ISO 639-3: gux; goulmacema, gourma, gourmantche, gulimancema, gulmancema, gurma, migulimancema), nigersko-kongoanski jezik uže skupine gur, kojim govori oko 813 000 ljudi, poglavito u Burkini Faso (600 000), a ostali u Beninu 62 000 (Johnstone and Mandryk 2001) u provincijama Atakora i Borgou; 30 000 u Nigeru (1998) blizu granice Burkine Faso; 121 000 u Togou (Vanderaa 1991) s glavnim centrima Korbongou i Mandouri.
Etnička grupa koja ga govori zove se Bigulimanceba ili Gourma. U Nigeru je nacionalni jezik.

## Vanjske poveznice
- Ethnologue (14th)
- Ethnologue (15th)